# Gregory Eli Pyle
Gregory E. Pyle (25 d'abril de 1949 - 26 d'octubre de 2019) fou el cap tribal de la Nació Choctaw d'Oklahoma. Fou elegit com a cap principal en 1997 i fou reelegit per ampli marge fins que es va retirar el 2014.

## Primers anys
Gregory Eli Pyle va néixer a Fort Bragg (Califòrnia). Era fill d'Alvin Smith Pyle Sr., (nascut el 1928 a Antlers, Pushmataha, Oklahoma) i de Juanita Ishcomer Pyle, (nascuda el 1928 al comtat de McCurtain (Oklahoma)). Tenia una germana i dos germans. La família viatjava d'anada i tornada des Califòrnia a Oklahoma durant la seva infància, i finalment es traslladà a Hugo (Oklahoma) de manera permanent prop de 1960.
Pyle era el net de Colberson Ishcomer (nascut el 1901) a Oklahoma i Edna Sherfield, nascuda en 1912 al comtat de McCurtain (Oklahoma). Colberson és choctaw de pura sang. L'àvia de Pyle, Edna, es creu que és en part cherokee. Pyle és descendent directe de Conrad "Coonrod" Pile del comtat de Fentress, Tennessee i es relaciona amb el famós heroi de la Primera Guerra Mundial sergent Alvin York.
Pyle es va graduar a la Hugo High School al maig de 1967. D'aquí es va anar al Murray State College, després a la Universitat Estatal del Sud d'Oklahoma, on es va graduar el juliol de 1972 en empresarials i en psicologia. A la Universitat fou iniciat com a membre de la fraternitat Tau Kappa Epsilon. El 2007 fou introduït en el TKE Oklahoma Hall of Fame.

## Matrimoni i família
Pyle es casà amb Pat Baker en setembre de 1971. Tenen dos fills, Andrea i Eric. El Cap Pyle i la seva primera dama tenien el domicili a Durant (Oklahoma), llar de la Nació Choctaw. Pat Baker Pyle ha ensenyat a la Durant High School.

## Cap de la Nació Choctaw d'Oklahoma
El cap Pyle va jurar el 9 de juny de 1997 com a cap de la Nació Choctaw. Pyle havia servit com a Cap Assistent durant 14 anys, passant una part substancial del seu temps a Washington, D.C. treballant en la legislació que afecta els nadius americans. Va prometre veure que totes les accions del Congrés seguiran vigilades de prop i que la tribu tenia una participació directa en tots els actes legislatius que afectaven els choctaws.
Pyle va treballar en estreta col·laboració amb la Bureau of Indian Affairs i l'Indian Health Service.
Pyle va servir a la Nació Choctaw des de 1975. Va ser escollit pel vot popular, juntament amb el cap Harry J. W. Belvin, a la Junta d'Agricultura, per supervisar el Ranxo de la Nació Choctaw a Tushka Homma.
El cap Pyle va anunciar la seva retirada efectiva el 28 d'abril de 2014. Gary Batton, cap assistent amb Pyle, assumí el rol de cap de la Nació Choctaw.

## Servei públic
- 1982-Contractat com a Oficial de Personal
- 1982-Nomenat a la Junta de l'Arkansas Riverbed
- 1983- Convertit en monitor de programa Tribal per supervisar i assegurar el compliment del contracte de tots els programes finançats pel govern federal a càrrec de la tribu.
- Testimonia davant el Congrés pel cas Arkansas Riverbed, que va ser guanyat per les nacions choctaw, cherokee i chickasaw.
- Elegit com a subcap de la Nació Choctaw
- Nomenat pel secretari d'Interior Manuel Lujan per servir en un grup de treball nacional per reorganitzar la Bureau of Indian Affairs. Dos anys més tard nomenat novament pel Secretari de l'Interior Bruce Babbitt i va dirigir diverses subcomissions del grup de treball.
- 1994 - Nomenat per al consell intertribal of the Cinc tribus civilitzades durant els últims catorze anys.
- 1996 - President de la Junta de Salut de l'Àrea d'Oklahoma i també membre del Consell Nacional de Salut.
- 1997 - Membre de la Junta Directiva de Landmark Bank i de la Cambra de Comerç de Durant.

## Llegat i honors
- 2006 - Introduït al Tau Kappa Epsilon Oklahoma Hall of Fame.
- 2007 - Introduïa a l'Oklahoma Hall of Fame.